# Пак Нам Чхоль (1988)
Пак Нам Чхоль (кор. 박남철?, 朴南哲?; 3 октября 1988, Пхеньян, КНДР) — северокорейский футболист, защитник клуба «Амноккан» и сборной КНДР.

## Карьера

### Клубная
С 2005 года выступает в Северокорейской лиге за пхеньянский клуб «Амноккан», который становился чемпионом страны в 2006 году, а также вице-чемпионом в 2007 и 2009 годах.

### В сборной
Выступал за юношескую (до 17 лет), молодёжную (до 20 лет) и сборную КНДР до 23 лет. В составе юношеской сборной участвовал в проходившем в Перу финальном турнире чемпионата мира (до 17 лет) 2005 года, где провёл 4 матча. В составе молодёжной сборной участвовал в проходившем в Канаде финальном турнире чемпионата мира (до 20 лет) 2007 года, сыграл в 3 встречах команды. В составе сборной до 23 лет участвовал в проходившем в Гонконге финальном турнире Восточноазиатских игр 2009 года.
В составе главной национальной сборной КНДР дебютировал 21 октября 2007 года в проходившем в Улан-Баторе матче отборочного турнира к чемпионату мира 2010 года против сборной Монголии, всего провёл в том розыгрыше 3 встречи.
В 2010 году Пак был включён в заявку команды на финальный турнир чемпионата мира в ЮАР, где, однако, не сыграл ни разу.

## Достижения

### Командные
«Амроккан»
Чемпион КНДР: (1)
- 2006

Вице-чемпион КНДР: (2)
- 2007, 2009